# Sonora, Texas
Sonora är en ort i den amerikanska delstaten Texas med en yta av 5,1 km² och en folkmängd som uppgår till 2 924 invånare (2000). Sonora är administrativ huvudort i Sutton County.